# Роберт Ендруз Миликен
Роберт Ендруз Миликен (енгл. Robert Andrews Millikan; Морисон, 22. март 1868 — Сан Марино у Калифорнији, 19. децембар 1953) био је амерички физичар.
Похађао је Оберлински колеџ и докторирао 1895. на Универзитету Колумбија. Од 1921. до 1945. руководио је физичком лабораторијом Калифорнијског технолошког института Калтек (Caltech). У првим истраживањима бавио се рендгенским зрачењем и слободним ширењем гасова. Године 1910, одредио је наелектрисање електрона. Такође је веома познат његов рад на експерименталној потврди фотоелектричног ефекта.
Године 1914, Миликан је са сличном вештином спровео експерименталну верификацију једначине коју је увео Алберт Ајнштајн 1905. да би описао фотоелектрични ефекат. Користио је ово исто истраживање да добије тачну вредност Планкове константе. Године 1921, Миликан је напустио Универзитет у Чикагу да би постао директор лабораторије за физику Норман Бриџ на Калифорнијском институту за технологију (Калтех) у Пасадени, Калифорнија. Тамо је предузео велику студију радијације коју је физичар Виктор Хес открио да детектовао из свемира. Миликан је доказао да је ово зрачење заиста ванземаљског порекла и назвао га „космичким зрацима”. Као председник Извршног савета Калтеха (у то време управно тело школе) од 1921. до његовог пензионисања 1945. године, Миликан је помогао да се школа претвори у једну од водећих истраживачких институција у Сједињеним Државама. Такође је служио у одбору повереника за Научну службу, сада познатог као Друштво за науку и јавност, од 1921. до 1953. године.
Године 1923, добио је Нобелову награду за одређивање елементарног наелектрисања и за истраживање фотоелектричног ефекта.

## Биографија

### Образовање
Роберт Ендруз Миликен је рођен 22. марта 1868. године у Морисону, Илиноис. Он је похађао  средњу школу у Макуокети у Ајови и дипломирао је класику на Оберлин колеџу 1891. и докторирао физику на Универзитету Колумбија 1895. – био је први који је стекао докторат из тог одељења.
На крају моје друге године [...] мој професор грчког [...] ме је замолио да током следеће године предајем предмет основне физике на припремном одељењу. На мој одговор да уопште не знам физику, његов одговор је био: „Свако ко може да ради добро на мом грчком може да предаје физику“. „У реду“, рекао сам, „мораћете да сносите последице, али ја ћу покушати да видим шта могу да урадим са тим“. Одмах сам купио Ејверијеве елементе физике и већи део свог летњег распуста 1889. провео код куће – покушавајући да савладам предмет. [...] Сумњам да ли сам икада у животу предавао боље него на свом првом курсу физике 1889. Био сам толико заинтересован да своје знање задржим испред онога у разреду да су они можда ухватили део мој интересовања и ентузијазма.
Миликенов ентузијазам за образовање наставио се током његове каријере, а био је и коаутор популарне и утицајне серије уводних уџбеника, који су по много чему били испред свог времена. У поређењу са другим књигама тог времена, оне су ту тему третирале више на начин на који су о њој размишљали физичари. Они су такође укључивали многе проблеме за домаће задатке који су постављали концептуална питања, уместо да једноставно захтевају од ученика да унесе бројеве у формулу.

### Наелектрисање електрона
Почевши од 1908. године, док је био професор на Универзитету у Чикагу, Миликен је радио на експерименту са капљицама уља у којем је мерио наелектрисање једног електрона. Џ. Џ. Томсон је већ био открио однос наелектрисања и масе електрона. Међутим, стварне вредности набоја и масе биле су непознате. Дакле, ако би се открила једна од ове две вредности, друга би се лако могла израчунати. Миликен и његов тадашњи дипломирани студент Харви Флечер користили су експеримент са капљицама уља за мерење наелектрисања електрона (као и масе електрона и Авогадровог броја, пошто је њихов однос према наелектрисању електрона био познат).
Професор Миликен је преузео искључиву заслугу, у замену за то што је Харви Флечер тврдио пуно ауторство над сродним резултатом за своју дисертацију. Миликен је 1923. добио Нобелову награду за физику, делом за овај рад, а Флечер је тај споразум држао у тајности до своје смрти. Након објављивања његових првих резултата 1910. године, контрадикторна запажања Феликса Еренхофта покренула су контроверзу између два физичара. Након што је побољшао своју поставку, Миликен је објавио своју суштинску студију 1913. године.
Елементарни набој је једна од основних физичких константи, и тачно познавање његове вредности је од великог значаја. Његов експеримент је мерио силу на ситне наелектрисане капљице уља суспендоване против гравитације између две металне електроде. Познавајући електрично поље, могло би се одредити наелектрисање капљице. Понављајући експеримент за многе капљице, Миликен је показао да се резултати могу објаснити као целобројни вишекратници заједничке вредности (1,592 × 10−19 кулона), што је наелектрисање једног електрона. Чињеница да је ово нешто ниже од данашње вредности од 1,602 176 53(14) x 10−19 кулона вероватно је последица Миликенове употребе нетачне вредности за вискозитет ваздуха.